# Josh Dallas
Joshua Paul „Josh“ Dallas (* 18. prosince 1978, Louisville, Kentucky, Spojené státy americké) je americký herec. Nejvíce se proslavil jako Princ Krasoň v seriálu stanice ABC Bylo, nebylo a jako Fandral ve filmové adaptaci marvelovského komiksu Thor. Od roku 2018 hraje v seriálu Manifest.

## Životopis
Josh se narodil v Louisville v Kentucky. V 16 letech odmaturoval na New Albany High School v New Albany v Indianě, kde studoval herectví.

## Kariéra
Po odmaturování se připojil ke Královské shakespearské společnosti a zahrál si v Královském národním divadle, Anglické státní opeře a v divadle The Young Vic.
Poté, co se vrátil do Spojených států, získal v roce 2011 roli Fandrala ve filmu Thor, poté co irský herec Stuart Townsend roli odmítl. Spekulovalo se o tom, že herec roli získal jednoduše proto, že nezbýval čas hledat někoho s velkým jménem.
V roce 2011 získal roli Prince Krasoně v seriálu stanice ABC Bylo, nebylo. V pokračování filmu Thor už znovu roli Fandrala nehrál, nahradil ho Zachary Levi. Od roku 2018 hraje v seriálu Manifest.

## Osobní život
Josh poznal anglickou herečkou Laru Pulver v roce 2003, zatímco pracoval v Národním divadle ve Windsoru ve Velké Británii. Vzali se v roce 2007 a rozvedli v roce 2011.
V březnu nebo dubnu 2012 začal Josh chodit s herečkou Ginnifer Goodwin, se kterou se poznal na natáčení seriálu Once Upon a Time. V říjnu 2013 oznámili zasnoubení a vzali se 12. dubna 2014 v Kalifornii. V květnu 2014 se jim narodil syn Oliver Finlay Dallas a v roce 2016 druhý syn Hugo Wilson Dallas.

## Filmografie

### Film
| Rok  | Název                            | Role         | Poznámky |
| ---- | -------------------------------- | ------------ | -------- |
| 2008 | Nulová šance                     | Floyd        |          |
| 2009 | Boxer                            | Ben          |          |
| 2009 | Pád do tmy 2                     | Greg         |          |
| 2009 | The Last Days of Lehman Brothers | Ace          | TV film  |
| 2009 | Ghost Machine                    | Bragg (hlas) |          |
| 2011 | Thor                             | Fandral      |          |
| 2011 | Pět žen                          | Henry        | TV film  |
| 2012 | Red Tails                        | Ryan Fling   |          |
| 2016 | Zootropolis: Město zvířat        | Prase (hlas) |          |

### Televize
| Rok       | Název                | Role                            | Poznámky                                                     |
| --------- | -------------------- | ------------------------------- | ------------------------------------------------------------ |
| 2006      | Ultimate Force       | Weaver                          | díl: „The Dividing Line“                                     |
| 2008      | Pán času             | Node 2                          | díl: „Ticho v knihovně“                                      |
| 2010      | Money                | Spunk Davies                    | 2 díly                                                       |
| 2010      | Hawaii 5-0           | Ben Bass                        | díl: „Vražda ve vlnách“                                      |
| 2011      | Kriminálka Las Vegas | Kip Woodman                     | díl: „Po čem kdo touží“                                      |
| 2011–2018 | Bylo, nebylo         | Princ James David / David Nolan | Hlavní role (1.–6. řada), hostující role (7. řada), 135 dílů |
| 2012      | Trigger Point        | Tom Wisher                      | 1 díl                                                        |
| 2018–2023 | Manifest             | Ben Stone                       | Hlavní role                                                  |